# Тилой
Тило́й (рос. Тылой) — річка в Росії, ліва притока Нязі. Протікає територією Якшур-Бодьїнського та Ігринського районів Удмуртії.
Річка починається неподалік колишнього присілку Луна Якшур-Бодьїнського району. Протікає перші 1,5 км на північний захід, потім повертає на північний схід і входить на територію Ігринського району. Впадає до Нязі навпроти присілка Верх-Нязь. Значні ділянки берегу заліснені, стрімкі. Приймає декілька дрібних приток. В середній течії створено ставок, а на його березі база відпочинку «Отрадне».
Над річкою розташовано присілок Ігринського району Загребіно.